# Clachtoll
Clachtoll (Schots-Gaelisch: Clach Toll) is een plaats in de Schotse Hooglanden in het historisch graafschap Sutherland in de buurt van Stoer.
Ten noordwesten van Clachtoll ligt een broch, Clachtoll Broch.